# Thainburgbrücke

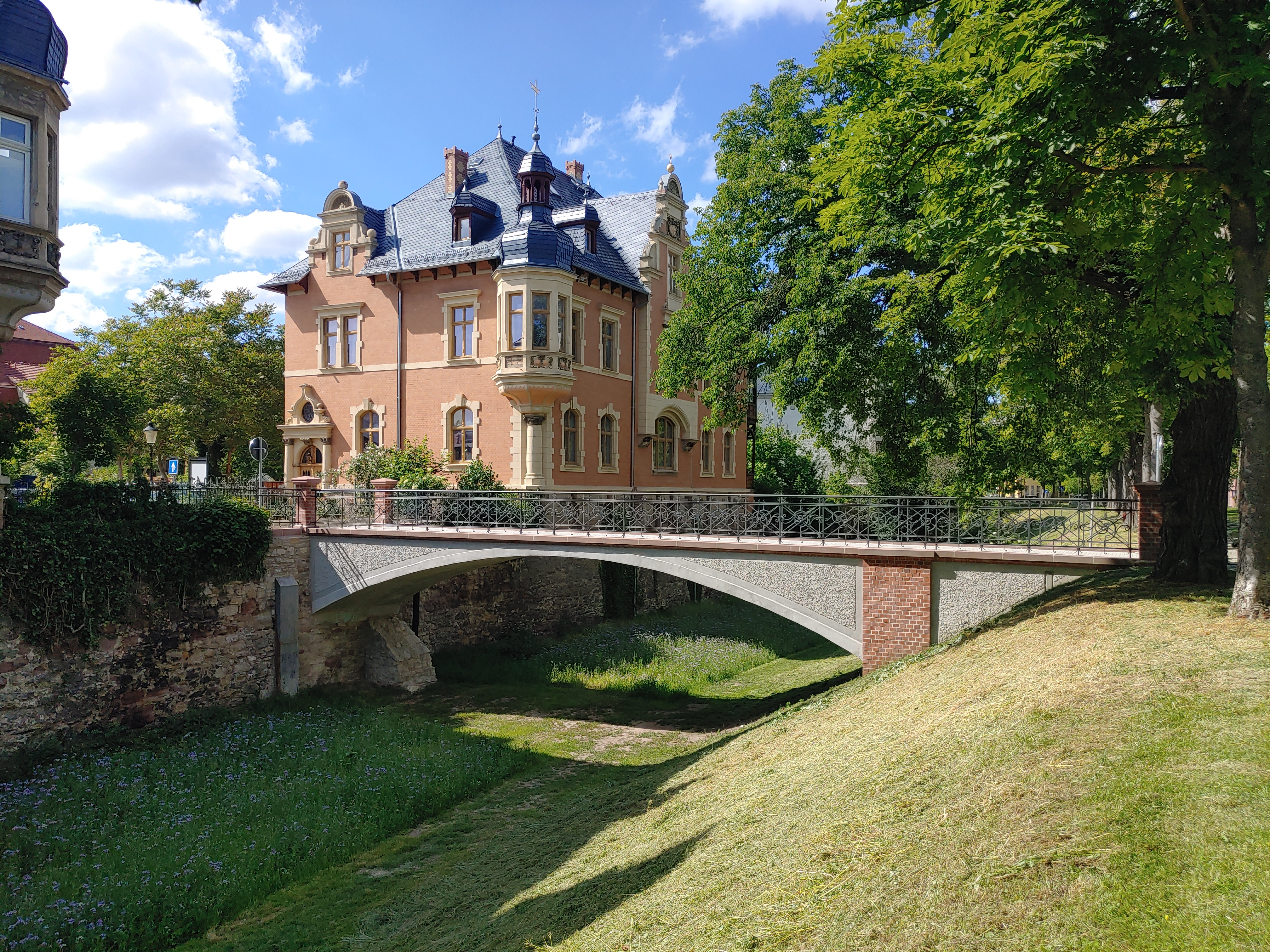
Fußgängerbrücke über den Stadtgraben zur Thainburg

Die Fußgängerbrücke über den Stadtgraben zur Thainburg (ehemals Burkhardtbrücke) in der Stadt Naumburg (Saale) in Sachsen-Anhalt ist eine der ältesten, noch erhaltenen Stahlbetonbrücken Deutschlands. Die unter Denkmalschutz stehende Brücke wurde im Jahr 1893/94 mit dem damals neuartigen Werkstoff Eisenbeton errichtet.
Im örtlichen Denkmalverzeichnis ist sie unter der Erfassungsnummer 107 25063 als Baudenkmal verzeichnet.

## Allgemeines
Bei dem Bauwerk handelt es sich um eine 1893 bis 1894 errichtete Fußgängerbrücke über den damaligen Stadtgraben. Sie gilt als seltenes Zeugnis des historischen Ingenieurbaus und der technischen Neuerungen im Brückenbau in Deutschland. Die Bogenbrücke ist ein frühes Beispiel der Monierbauweise mit Eisenbeton. Seit 2017 steht die Brücke unter Denkmalschutz.
In den letzten Jahrzehnten sind Korrosionsschäden am Bauwerk und der Bestandsbewehrung entstanden. Die Stadt Naumburg (Saale) beauftragte ein Projektteam ein Sanierungskonzept mit dem Baustoff Carbonbeton auszuarbeiten, welches in den Planungsprozess eingebettet wurde. Aus materialeffizienten und gestalterischen Gründen wurde die innovative Instandsetzung mit Carbonbeton gewählt. Die Tragfähigkeit des Bestandsbauwerkes konnte so schonend und nachhaltig wiederhergestellt werden. Die Brücke wurde insgesamt zweilagig mit einer Längs- und einer Querbewehrung verstärkt. Auf der Unterseite beträgt die Verstärkung 9 mm und auf der Oberseite 6 mm, da sie an dieser Stelle einlagig bewehrt ist. Aufgrund dieser Instandsetzungslösung konnten die Vorgaben und Anforderungen des Denkmalschutzes erfüllt werden. 
Die Instandsetzungsmaßnahmen wurden im Sommer und Herbst 2021 durchgeführt. Die feierliche Eröffnung fand im Dezember 2021 statt.

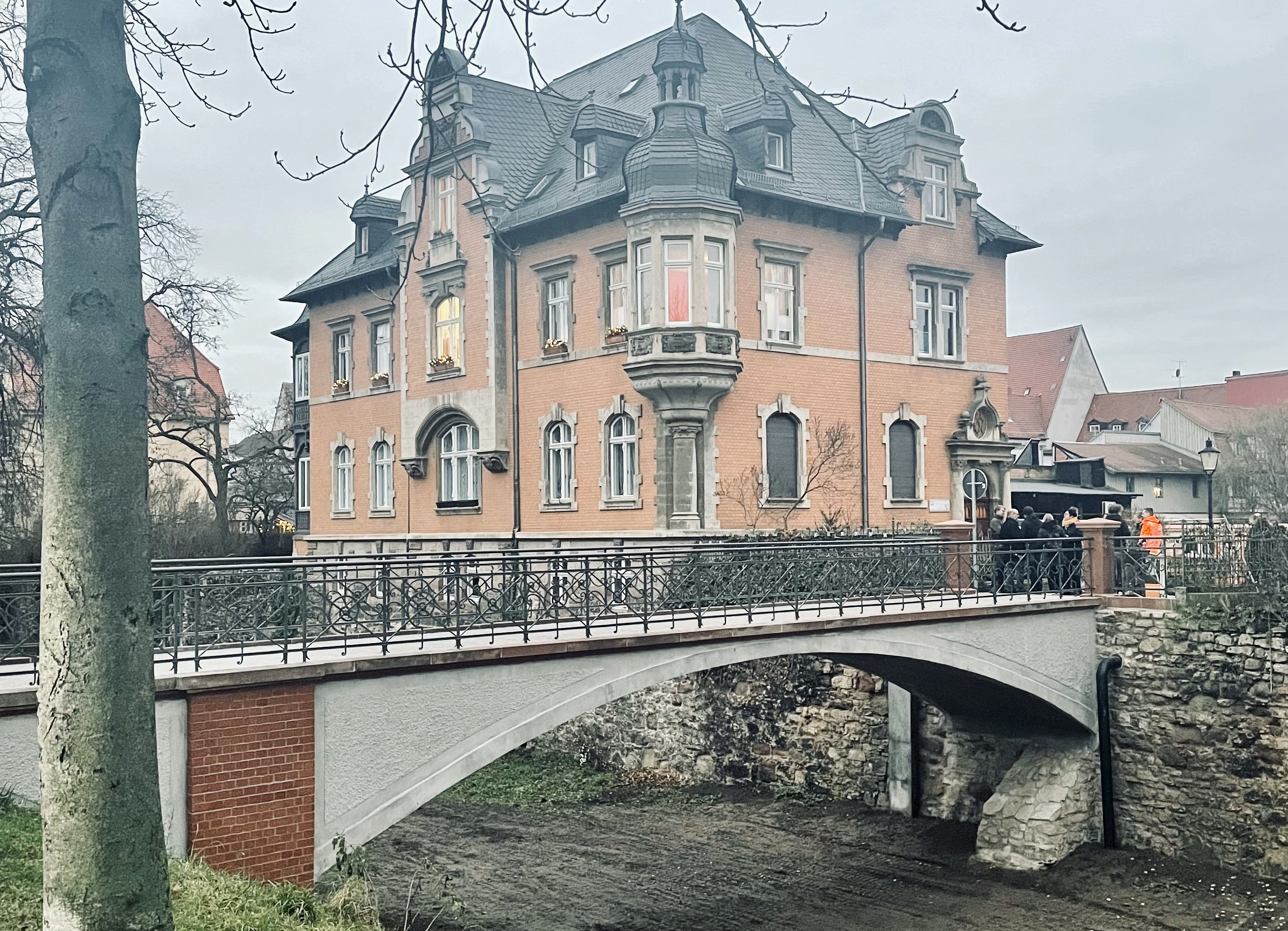
Mit Carbonbeton sanierte Thainburgbrücke im Jahre 2021

An der Sanierung waren neben der Stadtverwaltung Naumburg/Saale (Bauherr) mehrere Firmen beteiligt. Das Gutachten erstellte die TU Dresden, Institut für Massivbau.

## Geschichte
Der Maurermeister Eduard Burkhardt erwarb 1893 von der Stadt Naumburg die Grundstücke für die Villen Marienmauer 17 und Marienmauer 18 mit der Auflage, sich an den Kosten für eine Fußgängerbrücke zu beteiligen. Diese Fußgängerbrücke wurde von 1893 bis 1894 durch die Actiengesellschaft für Monierbauten, Inhaber war der Ingenieur Gustav Adolf Wayss, errichtet. Das schmiedeeiserne Geländer fertigte die Kunstschmiede und Bauschlosserei Otto Teichmann und die Schlossermeister A. Dathe und Gustav Ziller.

## Lage
Die Brücke befindet sich am Ende der Verlängerung der Thainburg und stellt eine Verbindung mit der Landesstraße 205 her. Auf Seiten der Marienmauer befindet sich der Zugang zwischen den denkmalgeschützten Stadtvillen mit der Hausnummer 17 und 18. Die Bezeichnung Thainburg ist slawischen Ursprungs. Die Thainburg ist nicht die einzige Straßenbezeichnung, die einstige slawische Besiedlung Naumburgs hinweist. Dazu gehören auch Wendenplan bzw. Rosengarten.